# Bohners Lake
Bohners Lake és una concentració de població designada pel cens dels Estats Units a l'estat de Wisconsin. Segons el cens del 2000 tenia 1.952 habitants.

## Demografia
Segons el cens del 2000, Bohners Lake tenia 1.952 habitants, 704 habitatges, i 532 famílies. La densitat de població era de 371,3 habitants per km².
Dels 704 habitatges en un 39,6% hi vivien nens de menys de 18 anys, en un 64,3% hi vivien parelles casades, en un 7,4% dones solteres, i en un 24,3% no eren unitats familiars. En el 18,8% dels habitatges hi vivien persones soles el 8,5% de les quals corresponia a persones de 65 anys o més que vivien soles. El nombre mitjà de persones vivint en cada habitatge era de 2,77 i el nombre mitjà de persones que vivien en cada família era de 3,19.
Per edats la població es repartia de la següent manera: un 28,6% tenia menys de 18 anys, un 6,5% entre 18 i 24, un 32,3% entre 25 i 44, un 22,8% de 45 a 60 i un 9,7% 65 anys o més.
L'edat mediana era de 35 anys. Per cada 100 dones de 18 o més anys hi havia 99,9 homes.
La renda mediana per habitatge era de 56.280 $ i la renda mediana per família de 60.820 $. Els homes tenien una renda mediana de 34.865 $ mentre que les dones 27.151 $. La renda per capita de la població era de 19.584 $. Aproximadament l'1,4% de les famílies i el 3,2% de la població estaven per davall del llindar de pobresa.

## Poblacions més properes
El següent diagrama mostra les poblacions més properes.